# 邛州直隸州
邛州直隸州，明清时的直隶州。

邛州在四川省的位置（1820年）

元朝时為嘉定府路屬州，領大邑縣。明朝洪武四年，邛州屬嘉定府，領縣依舊。九年四月降為邛縣，與大邑縣同屬嘉定直隸州。成化十九年二月乙丑（1483年3月10日）升為直隸州，大邑縣與蒲江縣隸之。治所在今四川省邛崍市。清朝相沿。1913年，废除邛州直隸州。改为邛崃县。